# Manfred Kober
Manfred Kober (* 6. März 1945 in Hirschberg am See, heute Doksy) ist ein deutscher Zahnarzt und Politiker (DDR-CDU, CDU). Er gehörte der letzten Volkskammer der DDR an.

## Leben und Beruf
Kober wuchs als Sohn eines Apothekers und einer Lehrerin auf. 1945 ließ sich die Familie in Zwickau nieder. Nachdem er 1963 das Abitur ablegte, absolvierte er zunächst eine Lehre zum Betriebsschlosser. Danach studierte er Zahnmedizin an der Wilhelm-Pieck-Universität Rostock und der TU Dresden. 1969 schloss er als Diplom-Zahnmediziner ab und machte eine Fachausbildung zum Zahnarzt in einer Praxis in Zwickau. 1969 legte er die Approbation ab. 1974 wurde er Fachzahnarzt für Kieferorthopädie. Im Jahr darauf nahm er einen Tätigkeit als Oberarzt für Kieferorthopädie in der Kreispoliklinik in Rochlitz auf. 1987 promovierte er an der Berliner Charité zum Dr. med. Nach der Wiedervereinigung eröffnete er eine eigene Zahnarztpraxis in Rochlitz, die später zur Gemeinschaftspraxis wurde, in der auch seine Ehefrau und sein Sohn tätig waren.

## Politik
Kober trat im Dezember 1988 der CDU bei. Bei der Volkskammerwahl 1990 wurde er über den Listenplatz 6 der CDU-Liste im Wahlkreis Karl-Marx-Stadt in die Volkskammer gewählt. Deren Mitglied blieb er bis zur letzten Sitzung am 2. Oktober 1990. Im selben Jahr wurde er erstmals in den Rochlitzer Stadtrat gewählt, dem er bis 2024 angehörte. Zeitweise war er auch zweiter stellvertretender Bürgermeister von Rochlitz. Daneben gehörte er von 1999 bis zur Auflösung 2008 dem Kreistag des Landkreises Mittweida an.